# Scaphytopius tripunctatus
Scaphytopius tripunctatus är en insektsart som beskrevs av Delong 1943. Scaphytopius tripunctatus ingår i släktet Scaphytopius och familjen dvärgstritar. Inga underarter finns listade i Catalogue of Life.